# Акулово (Удомельский район)
Акулово — деревня в Удомельском городском округе Тверской области.

## География
Деревня находится в северной части Тверской области на расстоянии приблизительно 7 км на север по прямой от железнодорожного вокзала города Удомля на западном берегу озера Удомля.

## История
Деревня была известна с 1815 года. Здесь было учтено дворов (хозяйств) 1 (1859 год), 7 (1886), 9 (1911), 26 (1958), 19 (1986), 10 (2000). В советский период истории здесь действовали колхозы «Акулово», им. Мичурина, позднее АО «Сезам». До 2015 года входила в состав Порожкинского сельского поселения до упразднения последнего. С 2015 года в составе Удомельского городского округа.

## Население
Численность населения: 52 человека (1859 год), 53 (1886), 75 (1911), 76 (1958), 37 (1986), 26 (русские 88 %) в 2002 году, 16 в 2010.